# Les Rencontres de Joëlle

Les Rencontres de Joëlle est un téléfilm français de 90 minutes réalisé par Patrick Poubel en 2002 sur France 3.

## Synopsis
Joëlle dirige un petit élevage de bovins. Un métier difficile, qu'elle accomplit néanmoins avec passion, même si sa vie privée en pâtit quelque peu. Mais au fait, quelle vie privée ? Elle a fait une croix dessus depuis des lustres : trop de travail, trop de soucis financiers et peut-être un caractère un peu trop soupe au lait... Mais ce n'est pas sa faute si les princes charmants ont déserté les campagnes. Évidemment, il y aurait bien son ancien flirt, devenu banquier. Seulement voilà  : ils s'entendent comme chien et chat. Non, le plus simple, c'est encore de s'adresser à  une agence matrimoniale. C'est bien le diable si on ne réussit pas à  lui dégoter un mari acceptable... Mais le diable aurait-il déserté les campagnes, lui aussi ?

## Fiche technique
- Réalisateur : Patrick Poubel
- Scénario : Toni Leicester (Jenny Arasse) et Philippe Madral
- Dialogues : Philippe Madral
- Musique : Arland Wrigley
- Photographie : Michel Benjamin
- Montage : Dominique Jolivet
- Décors : Jacques Houdin
- Costumes : Elisabeth Bornuat
- Production : Fabienne Servan-Schreiber
- Sociétés de production : Cinétévé et France 3
- Pays d'origine :  France
- Date de première diffusion : 12 octobre 2002 sur France 3

## Distribution
- Isabelle Candelier : Joelle Vidalon
- Antoine Duléry : Jacques Meslien
- Bernard Menez : Marc Hauret
- Bruno Lochet : François
- Catherine Benguigui : Pauline
- Anaïs Reboux : Coralie
- Aurélien Recoing : Antoine
- Jenny Clève : Solange
- Jenny Arasse : La psychanalyste
- Julien Cottereau : René
- Nathela Davricewy : Charlotte
- Jean-Louis Debard : L'homme obsédé
- Olivier Broche : Le fils modèle
- Marie-Ange Dutheil : La mère du fils modèle
- Jean-Luc Guitton : Maurice
- Christophe Luiz : Christian
- Robin Maridet : Jean-Marie
- Jean-Gabriel Nordmann : L'homme qui parle
- Nadège Prugnard : Patricia Jambier
- Marcello Scuderi : Le boucher italien
- Joseph Vaury : Le patron du café